# 索泮
索 泮（さく はん、? - 385年）は、五胡十六国時代前涼・前秦の人物。字は徳林。敦煌郡の出身。弟に索菱がいる。

## 生涯
彼の一族は代々涼州の地における豪族であった。
幼い頃は游侠紛いの活動をしていたが、成長するや素行を改めて学問に励むようになり、佐世（世を救う）の才器を有していると称された。
361年9月、前涼の中領軍張天錫が輔政の任に就くと、索泮は冠軍将軍・記室参軍に抜擢された。
363年8月、張天錫が即位すると、索泮は司兵に任じられ、禁中録事・執法御掾といった官職を歴任した。彼が任に就くと州府は粛然とし、郡県も行いを改めたという。やがて羽林左監に移ると、勤勉にして練達であると称賛された。
さらに中塁将軍・西郡太守・武威郡太守・典戎校尉に任じられ、地方へ赴任した。その政務は寛和を尊ぶものであり、胡人・漢人問わずその恵を授かった。その仕事ぶりにより、張天錫からも大いに敬重された。
376年8月、張天錫が前秦に降伏すると、索泮もこれに従い、以降は前秦に仕える事となった。
9月、前秦君主苻堅は索泮と面会すると「涼州には何と多くの君子がいるのか！」と感嘆した。既に彼が河西の地（涼州）で徳望を得ていたことから、涼州刺史梁熙の別駕として登用した。
その後、建威将軍・西郡太守に任じられた。
385年9月、西域征伐から帰還した前秦の都督西域征討諸軍事呂光は、帰還を阻んだ涼州刺史梁熙を破って姑臧を陥落させ、梁熙を処刑した。これにより涼州の郡県は尽く呂光に降った。
その中にあって索泮は酒泉郡太守宋皓と共に城を固守し、降伏を拒んだ。その為、呂光は兵を繰りだして攻撃し、索泮らは生け捕りとされた。呂光は索泮を責め咎めて「我は詔を受けて西域を平定し、京師の難（長安の危機）に赴こうとしていたのだ。それなのに梁熙は理由なく我の帰路を断ったのだ。これは朝廷の罪人である。卿はどうしてこれに附し、郡を固守して阻み、自ら元悪と同じとなったのか！」と言い放った。すると索泮は怒りを露わにして「将軍は西域平定の詔を受けましたが、涼州を乱すような詔は受けていないでしょう。梁公（梁熙）に何の罪があって将軍はこれを殺したのですか。この索泮は残念にも力及ばずに固守する事が出来ず、君父の仇に報いる事も出来ませんでしたが、どうして逆氐彭済（武威郡太守であったが、呂光に寝返って姑臧を明け渡した）のような真似が出来ましょうか！主が滅べば臣も死ぬ。それは常でありましょう」と呂光を詰った。呂光は激怒して市において索泮を処刑したが、索泮は最期まで顔色一つ変えず、平然としていたという。

## 索菱
索泮の弟は索菱と言い、俊才を有していると評判であった。張天錫に仕えて執法中郎・冗従右監に任じられた。苻堅の時代には伏波将軍・典農都尉にに任じられたが、索泮と共に呂光に殺害された。